# Nani (calciatore)
Luís Carlos Almeida da Cunha, meglio noto come Nani (Amadora, 17 novembre 1986), è un ex calciatore portoghese di origini capoverdiane, centrocampista o attaccante. Con la nazionale portoghese è diventato campione d'Europa nel 2016.
Cresciuto nelle giovanili dello Sporting Lisbona, squadra con cui ha esordito tra i professionisti, ha legato la sua carriera soprattutto al Manchester Utd, club con il quale ha vinto una UEFA Champions League (2007-2008) e una Coppa del mondo per club FIFA (2008), oltre a undici trofei nazionali.
Con la nazionale portoghese ha partecipato a un campionato del mondo (2014), a tre campionati d'Europa (2008, 2012 e 2016), vincendo quello del 2016, primo titolo ottenuto dal Portogallo, e a una Confederations Cup (2017).

## Caratteristiche tecniche
Ricopre il ruolo di attaccante o centrocampista esterno. Può giocare su entrambe le fasce ed è dotato di una buona tecnica individuale. Inoltre possiede un dribbling efficace e una velocità fulminante; è capace di saltare l'uomo con grande facilità per andare sul fondo e piazzare il cross per i compagni in area.

## Carriera

### Club

#### Gli inizi, Sporting Lisbona
Muove i primi passi nel Real SC, prima di trasferirsi nel 2003 nella formazione Under-19 dello Sporting Lisbona, vincendo nella stagione 2004-2005 il campionato portoghese di categoria. Agli inizi della stagione 2005-2006, divenuto professionista, viene convocato in prima squadra. Nella prima stagione segna 5 gol in 36 presenze, mentre nella seconda 6 gol in 40 partite.

#### Manchester Utd

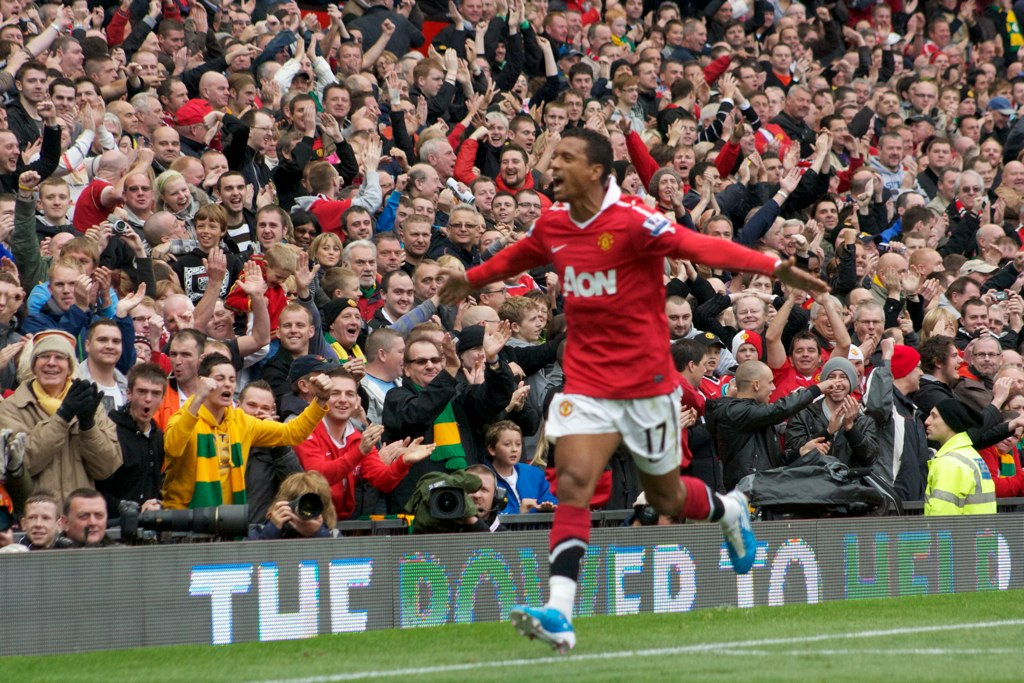
Nani con la maglia del Manchester United nel 2010

Il 31 maggio 2007 si trasferisce al Manchester Utd per una cifra compresa fra quattordici a diciassette milioni di sterline, il 5% della quale è stato pagato al Real SC. Passa gli esami medici il 6 giugno, legandosi ufficialmente al club inglese per cinque anni. Il suo debutto avviene il 5 agosto, entrando come sostituto in una partita di Community Shield contro il Chelsea. Questa partita sancisce anche la vittoria del trofeo, dopo la vittoria ai tiri di rigore per 3 a 0 del Manchester Utd. Nel suo primo anno con il club vince la Premier League e la UEFA Champions League. Nel dicembre 2008 arriva la conquista della Coppa del mondo per club FIFA. Il 27 maggio 2009 il Manchester Utd viene sconfitto 2-0 dal Barcellona nella finale di UEFA Champions League a Roma e Nani non scende in campo.
Il 26 marzo 2010 il Manchester Utd annuncia che Nani ha prolungato il contratto di altri quattro anni. Il 28 maggio 2011 i Red Devils vengono nuovamente sconfitti 3-1 in finale di UEFA Champions League, sempre dal Barcellona, e Nani scende in campo solo negli ultimi 20 minuti sostituendo Fábio. Il 18 settembre 2011, nella sfida contro il Chelsea finita 3-1, Nani realizza la seconda rete liberandosi prima di due avversari, per poi piazzare la palla all'incrocio dei pali con un tiro dalla distanza. Inizia la stagione 2013-2014 con la vittoria per 2-0 in Community Shield, ai danni del retrocesso Wigan. Il 27 novembre 2013 gioca la sua prima partita stagionale in UEFA Champions League, nella quale realizza anche un gol nella gara Bayer Leverkusen-Manchester Utd 0-5. In totale in sette stagioni con i Red Devils ha ottenuto 230 presenze e segnato 40 gol, vincendo 4 Premier League, 2 Football League Cup, 5 Community Shield, una UEFA Champions League e una Coppa del mondo per club FIFA.

#### Ritorno allo Sporting Lisbona
Il 20 agosto 2014 viene ceduto in prestito allo Sporting Lisbona, nell'operazione che porta Marcos Rojo al Manchester Utd, facendo così ritorno nella squadra che lo aveva lanciato nove anni prima. Il 23 agosto seguente esordisce per la seconda volta con la squadra portoghese, nella vittoria per 1-0 contro l'Arouca, sbagliando un calcio di rigore sullo 0-0. Torna al gol con i portoghesi il 17 settembre, in una gara valida per la fase a gironi della UEFA Champions League contro il Maribor. Quattro giorni dopo, torna a segnare anche in campionato, in una gara contro il Gil Vicente. Chiude l'annata giocando 36 partite tra campionato e coppe, segnando 12 gol e vincendo la Taça de Portugal in finale contro il Braga, dove trasforma uno dei rigori nella serie conclusiva.

#### Fenerbahçe

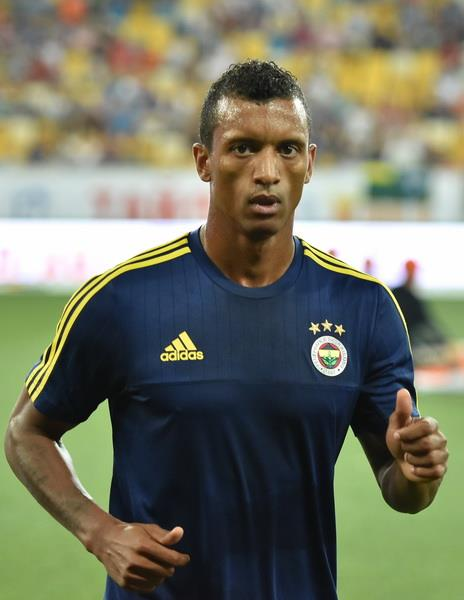
Nani durante un allenamento con il Fenerbahçe nel 2015

Il 6 luglio 2015 viene ufficializzato il suo trasferimento ai turchi del Fenerbahçe per cinque milioni e mezzo di euro. Esordisce con i turchi in una gara contro lo Šachtar valida per il terzo turno preliminare di Champions League. Il 30 agosto mette a segno la sua prima doppietta in campionato, in occasione di una gara contro l'Antalyaspor. Durante la breve esperienza turca, perde la finale di Coppa di Turchia contro il Galatasaray, rimediando un'espulsione a partita terminata per atteggiamento polemico contro l'arbitro. In totale ha ottenuto 47 presenze siglando 12 reti.

#### Valencia
Il 5 luglio 2016 si trasferisce a titolo definitivo al Valencia firmando un contratto triennale. Il giocatore non poté fare il proprio esordio alla prima giornata di campionato per via di una squalifica non scontata quando ancora militava nel Fenerbahçe. Debutta ufficialmente con gli spagnoli il 27 agosto seguente, in una sconfitta contro l'Eibar. Il 25 settembre, in occasione di una gara contro il Leganés, disputa la sua cinquecentesima gara da professionista, mettendo anche a segno la sua centesima rete in carriera. Nella sua prima stagione in Spagna totalizza 25 presenze nella Primera Division con 5 gol, più una in Copa del Rey.

#### Lazio
Il 31 agosto 2017, nell'ultimo giorno della sessione estiva di calciomercato, la Lazio raggiunge un accordo con il Valencia per ingaggiarlo in prestito con diritto di riscatto. L'esordio arriva il 1º ottobre successivo in occasione della vittoria casalinga, per 6-1, contro il Sassuolo. Il 19 ottobre disputa la sua prima partita di Europa League con la maglia della Lazio in occasione della trasferta vinta, per 1-3, contro i francesi del Nizza. Dieci giorni più tardi mette a segno la sua prima rete in Italia in occasione della trasferta vinta, per 1-5, contro il Benevento. Conclude la stagione con un bottino di 25 presenze e 3 reti messe a segno, in una esperienza complessivamente deludente.

#### Sporting Lisbona e Orlando City
L'11 luglio 2018 viene ufficializzato il suo ritorno allo Sporting Lisbona. Il 12 agosto seguente torna a vestire la maglia del club portoghese in occasione di una gara contro la Moreirense. La settimana seguente decide la gara contro il Vitória Setúbal mettendo a segno una doppietta. Il 26 gennaio 2019 disputa da titolare la finale della Taça da Liga contro i rivali del Porto, risultando inoltre decisivo per la vittoria mettendo a segno l'ultimo penalty disponibile ai tiri di rigore. Termina la sua terza esperienza ai portoghesi con 28 presenze e 9 reti.
Il 18 febbraio 2019 firma un contratto con l’Orlando City, club militante in MLS. Debutta con gli statunitensi il 2 marzo successivo subentrando al 70' minuto di una gara contro il New York City (2-2). Il 6 aprile 2019 mette a segno la sua prima doppietta con il club in una gara contro i Colorado Rapids vinta per 4-3. Il 31 luglio 2020, nei quarti di finale del torneo MLS is Back contro il Los Angeles FC, risulta decisivo ai tiri di rigore per la qualificazione della propria squadra in semifinale. Al turno successivo, i Lions incontrano il Minnesota Utd, che verrà battuto per 3-1 grazie anche all'ennesima doppietta del fantasista portoghese. Tuttavia, l'Orlando City sarà battuto in finale dai Portland Timbers. Il 16 maggio 2021, durante un incontro con il DC United, Nani ha un confronto molto accesso con il direttore di gara, venendo espulso in seguito. Cinque giorni dopo l'accaduto viene comunicato che il giocatore avrebbe dovuto saltare i successivi due turni. Il 26 novembre seguente annuncia il proprio addio al club.

#### Venezia e Melbourne Victory
Rimasto svincolato dopo la fine dell'esperienza con l'Orlando City nel 2021, il 14 gennaio 2022 firma un contratto di un anno e mezzo con il Venezia, squadra militante in Serie A. Due giorni dopo, all'esordio in campionato contro l'Empoli da subentrato, fornisce dopo pochi secondi l'assist per il gol dell'1-1 finale. In tutto, colleziona 10 presenze e un assist con la formazione veneziana, che però retrocede in Serie B alla fine della stagione: a seguito di ciò, l’8 luglio 2022 il portoghese rescinde il proprio contratto con il club.
Il 12 luglio seguente, firma un contratto biennale con gli australiani del Melbourne Victory. Fa il proprio debutto ufficiale con la nuova maglia l'8 ottobre successivo, in una vittoria esterna contro il Sydney FC. Il 6 gennaio 2023, durante l'incontro di campionato contro il Brisbane Roar (perso per 1-0), in uno scontro di gioco con Connor Chapman, Nani subisce la rottura del legamento crociato anteriore del ginocchio, dovendo così saltare il resto della stagione. Il 31 maggio 2023 viene annunciato il suo addio al club.

#### Adana Demirspor, Estrela Amadora e ritiro
Il 13 luglio 2023, Nani si unisce da svincolato all'Adana Demirspor, squadra della Süper Lig turca, con cui firma un contratto annuale con opzione di rinnovo per un'ulteriore stagione. Debutta in campionato con i turchi il 13 agosto, in un match contro il Çaykur Rizespor. Il 3 settembre marca la sua prima rete, pareggiando la gara contro l'Hatayspor al minuto 89. Il 13 maggio 2024, annuncia il proprio addio anticipato al club turco.
Il 31 luglio dello stesso anno, firma un contratto annuale con l'Estrela Amadora, ritornando così a giocare nella massima serie portoghese. L'8 dicembre 2024, rescinde l'accordo con la squadra lusitana e, contestualmente, annuncia il proprio ritiro dal calcio giocato, all'età di 38 anni.

### Nazionale
Nel 2005 viene convocato nella nazionale Under-21 per disputare l'Europeo di categoria in Portogallo. Gioca tutte e tre le partite della prima fase, senza mettere a segno alcun gol, ma i portoghesi vengono eliminati, avendo raccolto due sconfitte e una vittoria. Il 1º settembre 2006 esordisce in nazionale maggiore, in amichevole contro la Danimarca. Nel 2008 è convocato per l'Europeo in Austria e Svizzera.
Convocato dal commissario tecnico portoghese Queiroz per il Mondiale 2010, a pochissimi giorni dall'inizio della rassegna iridata viene depennato dalla lista dei 23 per un infortunio alla spalla, venendo sostituito da Rúben Amorim del Benfica.
Convocato anche per il Mondiale 2014, il 22 giugno 2014 mette a segno il goal che apre il risultato nella partita Portogallo-Stati Uniti, conclusasi sul 2-2.
Convocato per l'Europeo 2016 in Francia, il 14 giugno 2016 segna al 32º del primo tempo il primo gol all'Europeo del Portogallo, che vale il momentaneo vantaggio sull'Islanda (la partita si conclude 1-1). Questo è anche il 600º gol segnato in una fase finale di un campionato europeo. Il 10 luglio si laurea campione d'Europa dopo la vittoria in finale sulla Francia padrona di casa per 1-0, ottenuta grazie al goal decisivo di Éder durante i tempi supplementari. In totale nella manifestazione continentale segna tre gol, di cui uno al Galles in semifinale.
Nel 2017 viene convocato per la Confederations Cup in Russia, che vede il Portogallo ottenere il terzo posto.

## Statistiche

### Presenze e reti nei club
Statistiche aggiornate all'8 dicembre 2024.
| Stagione                | Squadra                 | Campionato              | Campionato | Campionato | Coppe nazionali | Coppe nazionali | Coppe nazionali | Coppe continentali | Coppe continentali | Coppe continentali | Altre coppe | Altre coppe | Altre coppe | Totale | Totale |
| Stagione                | Squadra                 | Comp                    | Pres       | Reti       | Comp            | Pres            | Reti            | Comp               | Pres               | Reti               | Comp        | Pres        | Reti        | Pres   | Reti   |
| ----------------------- | ----------------------- | ----------------------- | ---------- | ---------- | --------------- | --------------- | --------------- | ------------------ | ------------------ | ------------------ | ----------- | ----------- | ----------- | ------ | ------ |
| 2005-2006               | Sporting Lisbona        | PL                      | 29         | 4          | CP              | 5               | 1               | UCL+CU             | 1+1                | 0                  | -           | -           | -           | 36     | 5      |
| 2006-2007               | Sporting Lisbona        | PL                      | 29         | 5          | CP              | 5               | 0               | UCL                | 6                  | 1                  | -           | -           | -           | 40     | 6      |
| 2007-2008               | Manchester Utd          | PL                      | 26         | 3          | FACup+CdL       | 2+1             | 1+0             | UCL                | 11                 | 0                  | CS          | 1           | 0           | 41     | 4      |
| 2008-2009               | Manchester Utd          | PL                      | 13         | 1          | FACup+CdL       | 2+6             | 2+3             | UCL                | 7                  | 0                  | CS+SU+Cmc   | 1+1+1       | 0           | 31     | 6      |
| 2009-2010               | Manchester Utd          | PL                      | 23         | 3          | FACup+CdL       | 0+2             | 0               | UCL                | 8                  | 2                  | CS          | 1           | 1           | 34     | 6      |
| 2010-2011               | Manchester Utd          | PL                      | 33         | 9          | FACup+CdL       | 3+0             | 0               | UCL                | 12                 | 1                  | CS          | 1           | 0           | 49     | 10     |
| 2011-2012               | Manchester Utd          | PL                      | 29         | 8          | FACup+CdL       | 1+0             | 0               | UCL+UEL            | 6+3                | 0                  | CS          | 1           | 2           | 40     | 10     |
| 2012-2013               | Manchester Utd          | PL                      | 11         | 1          | FACup+CdL       | 5+1             | 1+1             | UCL                | 4                  | 0                  |             | -           | -           | 21     | 3      |
| 2013-2014               | Manchester Utd          | PL                      | 11         | 0          | FACup+CdL       | 0+1             | 0               | UCL                | 1                  | 1                  | CS          | 0           | 0           | 13     | 1      |
| lug.-ago. 2014          | Manchester Utd          | PL                      | 1          | 0          | FACup+CdL       | 0               | 0               | -                  | -                  | -                  | -           | -           | -           | 1      | 0      |
| Totale Manchester Utd   | Totale Manchester Utd   | Totale Manchester Utd   | 147        | 25         |                 | 13+11           | 4+4             |                    | 52                 | 4                  |             | 7           | 3           | 230    | 40     |
| ago. 2014-2015          | Sporting Lisbona        | PL                      | 27         | 7          | CP+CdL          | 3+0             | 1+0             | UCL+UEL            | 5+2                | 4+0                | -           | -           | -           | 37     | 12     |
| 2015-2016               | Fenerbahçe              | SL                      | 28         | 8          | CT              | 6               | 3               | UCL+UEL            | 2+11               | 0+1                | -           | -           | -           | 47     | 12     |
| 2016-2017               | Valencia                | PD                      | 25         | 5          | CR              | 1               | 0               | -                  | -                  | -                  | -           | -           | -           | 26     | 5      |
| 2017-2018               | Lazio                   | A                       | 18         | 3          | CI              | 1               | 0               | UEL                | 6                  | 0                  | SI          | -           | -           | 25     | 3      |
| 2018-feb. 2019          | Sporting Lisbona        | PL                      | 18         | 7          | CP+CdL          | 3+2             | 1+0             | UEL                | 5                  | 1                  | -           | -           | -           | 28     | 9      |
| Totale Sporting Lisbona | Totale Sporting Lisbona | Totale Sporting Lisbona | 103        | 23         |                 | 16+2            | 3+0             |                    | 20                 | 6                  |             | -           | -           | 141    | 32     |
| 2019                    | Orlando City            | MLS                     | 30         | 12         | USOC            | 3               | 0               | -                  | -                  | -                  | -           | -           | -           | 33     | 12     |
| 2020                    | Orlando City            | MLS                     | 16+2       | 5+1        | -               | -               | -               | -                  | -                  | -                  | MisB        | 7           | 3           | 25     | 9      |
| 2021                    | Orlando City            | MLS                     | 28+1       | 10+0       | -               | -               | -               | -                  | -                  | -                  | LC          | 1           | 0           | 30     | 10     |
| Totale Orlando City     | Totale Orlando City     | Totale Orlando City     | 74+3       | 27+1       |                 | 3               | 0               |                    | -                  | -                  |             | 8           | 3           | 88     | 31     |
| gen.-giu. 2022          | Venezia                 | A                       | 10         | 0          | CI              | -               | -               | -                  | -                  | -                  | -           | -           | -           | 10     | 0      |
| 2022-2023               | Melbourne Victory       | ALM                     | 10         | 0          | AC              | 1               | 0               | -                  | -                  | -                  | -           | -           | -           | 11     | 0      |
| 2023-2024               | Adana Demirspor         | SL                      | 28         | 4          | TK              | 1               | 0               | UECL               | 5                  | 0                  |             | -           | -           | 34     | 4      |
| ago.-dic. 2024          | Estrela Amadora         | PL                      | 9          | 1          | CP+TdL          | 1+0             | 0+0             |                    | -                  | -                  | -           | -           | -           | 10     | 1      |
| Totale carriera         | Totale carriera         | Totale carriera         | 455        | 97         |                 | 56              | 14              |                    | 96                 | 11                 |             | 15          | 6           | 622    | 128    |

### Cronologia presenze e reti in nazionale
| Cronologia completa delle presenze e delle reti in nazionale ― Portogallo | Cronologia completa delle presenze e delle reti in nazionale ― Portogallo | Cronologia completa delle presenze e delle reti in nazionale ― Portogallo | Cronologia completa delle presenze e delle reti in nazionale ― Portogallo | Cronologia completa delle presenze e delle reti in nazionale ― Portogallo | Cronologia completa delle presenze e delle reti in nazionale ― Portogallo | Cronologia completa delle presenze e delle reti in nazionale ― Portogallo | Cronologia completa delle presenze e delle reti in nazionale ― Portogallo |
| Data                                                                      | Città                                                                     | In casa                                                                   | Risultato                                                                 | Ospiti                                                                    | Competizione                                                              | Reti                                                                      | Note                                                                      |
| ------------------------------------------------------------------------- | ------------------------------------------------------------------------- | ------------------------------------------------------------------------- | ------------------------------------------------------------------------- | ------------------------------------------------------------------------- | ------------------------------------------------------------------------- | ------------------------------------------------------------------------- | ------------------------------------------------------------------------- |
| 1-9-2006                                                                  | Brøndby                                                                   | Danimarca                                                                 | 4 – 2                                                                     | Portogallo                                                                | Amichevole                                                                | 1                                                                         | 66’                                                                       |
| 6-9-2006                                                                  | Helsinki                                                                  | Finlandia                                                                 | 1 – 1                                                                     | Portogallo                                                                | Qual. Euro 2008                                                           | -                                                                         | 56’                                                                       |
| 7-10-2006                                                                 | Porto                                                                     | Portogallo                                                                | 3 – 0                                                                     | Azerbaigian                                                               | Qual. Euro 2008                                                           | -                                                                         | 73’                                                                       |
| 11-10-2006                                                                | Chorzów                                                                   | Polonia                                                                   | 2 – 1                                                                     | Portogallo                                                                | Qual. Euro 2008                                                           | -                                                                         | 68’                                                                       |
| 24-3-2007                                                                 | Lisbona                                                                   | Portogallo                                                                | 4 – 0                                                                     | Belgio                                                                    | Qual. Euro 2008                                                           | -                                                                         | 70’ 80’                                                                   |
| 2-6-2007                                                                  | Bruxelles                                                                 | Belgio                                                                    | 1 – 2                                                                     | Portogallo                                                                | Qual. Euro 2008                                                           | 1                                                                         | 86’                                                                       |
| 5-6-2007                                                                  | Madinat al-Kuwait                                                         | Kuwait                                                                    | 1 – 1                                                                     | Portogallo                                                                | Amichevole                                                                | -                                                                         | 46’                                                                       |
| 13-10-2007                                                                | Baku                                                                      | Azerbaigian                                                               | 0 – 2                                                                     | Portogallo                                                                | Qual. Euro 2008                                                           | -                                                                         | 70’                                                                       |
| 17-10-2007                                                                | Almaty                                                                    | Kazakistan                                                                | 1 – 2                                                                     | Portogallo                                                                | Qual. Euro 2008                                                           | -                                                                         | 59’                                                                       |
| 17-11-2007                                                                | Leiria                                                                    | Portogallo                                                                | 1 – 0                                                                     | Armenia                                                                   | Qual. Euro 2008                                                           | -                                                                         | 77’                                                                       |
| 21-11-2007                                                                | Porto                                                                     | Portogallo                                                                | 0 – 0                                                                     | Finlandia                                                                 | Qual. Euro 2008                                                           | -                                                                         | 84’                                                                       |
| 6-2-2008                                                                  | Zurigo                                                                    | Italia                                                                    | 3 – 1                                                                     | Portogallo                                                                | Amichevole                                                                | -                                                                         | 46’                                                                       |
| 31-5-2008                                                                 | Viseu                                                                     | Portogallo                                                                | 2 – 0                                                                     | Georgia                                                                   | Amichevole                                                                | -                                                                         | 46’                                                                       |
| 7-6-2008                                                                  | Ginevra                                                                   | Portogallo                                                                | 2 – 0                                                                     | Turchia                                                                   | Euro 2008 - 1º turno                                                      | -                                                                         | 69’                                                                       |
| 15-6-2008                                                                 | Basilea                                                                   | Svizzera                                                                  | 2 – 0                                                                     | Portogallo                                                                | Euro 2008 - 1º turno                                                      | -                                                                         |                                                                           |
| 19-6-2008                                                                 | Basilea                                                                   | Portogallo                                                                | 2 – 3                                                                     | Germania                                                                  | Euro 2008 - Quarti di finale                                              | -                                                                         | 67’                                                                       |
| 20-8-2008                                                                 | Leiria                                                                    | Portogallo                                                                | 5 – 0                                                                     | Fær Øer                                                                   | Amichevole                                                                | 1                                                                         |                                                                           |
| 6-9-2008                                                                  | Ta' Qali                                                                  | Malta                                                                     | 0 – 4                                                                     | Portogallo                                                                | Qual. Mondiali 2010                                                       | 1                                                                         |                                                                           |
| 10-9-2008                                                                 | Lisbona                                                                   | Portogallo                                                                | 2 – 3                                                                     | Danimarca                                                                 | Qual. Mondiali 2010                                                       | 1                                                                         | 56’ 87’                                                                   |
| 11-10-2008                                                                | Solna                                                                     | Svezia                                                                    | 0 – 0                                                                     | Portogallo                                                                | Qual. Mondiali 2010                                                       | -                                                                         | 86’                                                                       |
| 15-10-2008                                                                | Braga                                                                     | Portogallo                                                                | 0 – 0                                                                     | Albania                                                                   | Qual. Mondiali 2010                                                       | -                                                                         | 55’                                                                       |
| 19-11-2008                                                                | Gama                                                                      | Brasile                                                                   | 6 – 2                                                                     | Portogallo                                                                | Amichevole                                                                | -                                                                         | 46’                                                                       |
| 11-2-2009                                                                 | Faro                                                                      | Portogallo                                                                | 1 – 0                                                                     | Finlandia                                                                 | Amichevole                                                                | -                                                                         | 76’                                                                       |
| 31-3-2009                                                                 | Losanna                                                                   | Portogallo                                                                | 2 – 0                                                                     | Sudafrica                                                                 | Amichevole                                                                | -                                                                         | 57’                                                                       |
| 6-6-2009                                                                  | Tirana                                                                    | Albania                                                                   | 1 – 2                                                                     | Portogallo                                                                | Qual. Mondiali 2010                                                       | -                                                                         | 75’                                                                       |
| 10-6-2009                                                                 | Tallinn                                                                   | Estonia                                                                   | 0 – 0                                                                     | Portogallo                                                                | Amichevole                                                                | -                                                                         |                                                                           |
| 12-8-2009                                                                 | Vaduz                                                                     | Liechtenstein                                                             | 0 – 3                                                                     | Portogallo                                                                | Amichevole                                                                | -                                                                         | 73’                                                                       |
| 5-9-2009                                                                  | Copenaghen                                                                | Danimarca                                                                 | 1 – 1                                                                     | Portogallo                                                                | Qual. Mondiali 2010                                                       | -                                                                         | 70’                                                                       |
| 9-9-2009                                                                  | Budapest                                                                  | Ungheria                                                                  | 0 – 1                                                                     | Portogallo                                                                | Qual. Mondiali 2010                                                       | -                                                                         | 82’                                                                       |
| 10-10-2009                                                                | Lisbona                                                                   | Portogallo                                                                | 3 – 0                                                                     | Ungheria                                                                  | Qual. Mondiali 2010                                                       | -                                                                         | 27’                                                                       |
| 14-10-2009                                                                | Guimarães                                                                 | Portogallo                                                                | 4 – 0                                                                     | Malta                                                                     | Qual. Mondiali 2010                                                       | 1                                                                         | 73’                                                                       |
| 14-11-2009                                                                | Lisbona                                                                   | Portogallo                                                                | 1 – 0                                                                     | Bosnia ed Erzegovina                                                      | Qual. Mondiali 2010                                                       | -                                                                         | 69’                                                                       |
| 18-11-2009                                                                | Zenica                                                                    | Bosnia ed Erzegovina                                                      | 0 – 1                                                                     | Portogallo                                                                | Qual. Mondiali 2010                                                       | -                                                                         | 73’                                                                       |
| 3-3-2010                                                                  | Coimbra                                                                   | Portogallo                                                                | 2 – 0                                                                     | Cina                                                                      | Amichevole                                                                | -                                                                         | 63’                                                                       |
| 24-5-2010                                                                 | Covilhã                                                                   | Portogallo                                                                | 0 – 0                                                                     | Capo Verde                                                                | Amichevole                                                                | -                                                                         | 50’                                                                       |
| 1-6-2010                                                                  | Covilhã                                                                   | Portogallo                                                                | 3 – 1                                                                     | Camerun                                                                   | Amichevole                                                                | 1                                                                         | 46’                                                                       |
| 3-9-2010                                                                  | Guimarães                                                                 | Portogallo                                                                | 4 – 4                                                                     | Cipro                                                                     | Qual. Euro 2012                                                           | -                                                                         |                                                                           |
| 7-9-2010                                                                  | Oslo                                                                      | Norvegia                                                                  | 1 – 0                                                                     | Portogallo                                                                | Qual. Euro 2012                                                           | -                                                                         |                                                                           |
| 8-10-2010                                                                 | Porto                                                                     | Portogallo                                                                | 3 – 1                                                                     | Danimarca                                                                 | Qual. Euro 2012                                                           | 2                                                                         | 88’                                                                       |
| 12-10-2010                                                                | Reykjavík                                                                 | Islanda                                                                   | 1 – 3                                                                     | Portogallo                                                                | Qual. Euro 2012                                                           | -                                                                         | 87’                                                                       |
| 17-11-2010                                                                | Lisbona                                                                   | Portogallo                                                                | 4 – 0                                                                     | Spagna                                                                    | Amichevole                                                                | -                                                                         | 88’                                                                       |
| 9-2-2011                                                                  | Ginevra                                                                   | Argentina                                                                 | 2 – 1                                                                     | Portogallo                                                                | Amichevole                                                                | -                                                                         | 60’                                                                       |
| 26-3-2011                                                                 | Leiria                                                                    | Portogallo                                                                | 1 – 1                                                                     | Cile                                                                      | Amichevole                                                                | -                                                                         | 85’                                                                       |
| 29-3-2011                                                                 | Aveiro                                                                    | Portogallo                                                                | 2 – 0                                                                     | Finlandia                                                                 | Amichevole                                                                | -                                                                         | 69’                                                                       |
| 4-6-2011                                                                  | Lisbona                                                                   | Portogallo                                                                | 1 – 0                                                                     | Norvegia                                                                  | Qual. Euro 2012                                                           | -                                                                         | 86’                                                                       |
| 10-8-2011                                                                 | Faro                                                                      | Portogallo                                                                | 5 – 0                                                                     | Lussemburgo                                                               | Amichevole                                                                | -                                                                         | 46’                                                                       |
| 2-9-2011                                                                  | Nicosia                                                                   | Cipro                                                                     | 0 – 4                                                                     | Portogallo                                                                | Qual. Euro 2012                                                           | -                                                                         | 86’                                                                       |
| 7-10-2011                                                                 | Porto                                                                     | Portogallo                                                                | 5 – 3                                                                     | Islanda                                                                   | Qual. Euro 2012                                                           | 2                                                                         |                                                                           |
| 11-10-2011                                                                | Copenaghen                                                                | Danimarca                                                                 | 2 – 1                                                                     | Portogallo                                                                | Qual. Euro 2012                                                           | -                                                                         |                                                                           |
| 11-11-2011                                                                | Zenica                                                                    | Bosnia ed Erzegovina                                                      | 0 – 0                                                                     | Portogallo                                                                | Qual. Euro 2012                                                           | -                                                                         |                                                                           |
| 15-11-2011                                                                | Lisbona                                                                   | Portogallo                                                                | 6 – 2                                                                     | Bosnia ed Erzegovina                                                      | Qual. Euro 2012                                                           | 1                                                                         | 82’                                                                       |
| 29-2-2012                                                                 | Varsavia                                                                  | Polonia                                                                   | 0 – 0                                                                     | Portogallo                                                                | Amichevole                                                                | -                                                                         | 82’                                                                       |
| 26-5-2012                                                                 | Leiria                                                                    | Portogallo                                                                | 0 – 0                                                                     | Macedonia                                                                 | Amichevole                                                                | -                                                                         | 64’                                                                       |
| 2-6-2012                                                                  | Lisbona                                                                   | Portogallo                                                                | 1 – 3                                                                     | Turchia                                                                   | Amichevole                                                                | 1                                                                         |                                                                           |
| 9-6-2012                                                                  | Leopoli                                                                   | Germania                                                                  | 1 – 0                                                                     | Portogallo                                                                | Euro 2012 - 1º turno                                                      | -                                                                         |                                                                           |
| 13-6-2012                                                                 | Leopoli                                                                   | Danimarca                                                                 | 2 – 3                                                                     | Portogallo                                                                | Euro 2012 - 1º turno                                                      | -                                                                         | 89’                                                                       |
| 17-6-2012                                                                 | Charkiv                                                                   | Portogallo                                                                | 2 – 1                                                                     | Paesi Bassi                                                               | Euro 2012 - 1º turno                                                      | -                                                                         | 87’                                                                       |
| 21-6-2012                                                                 | Varsavia                                                                  | Rep. Ceca                                                                 | 0 – 1                                                                     | Portogallo                                                                | Euro 2012 - Quarti di finale                                              | -                                                                         | 26’ 84’                                                                   |
| 27-6-2012                                                                 | Donec'k                                                                   | Portogallo                                                                | 0 – 0 dts (2 – 4 dtr)                                                     | Spagna                                                                    | Euro 2012 - Semifinale                                                    | -                                                                         |                                                                           |
| 15-8-2012                                                                 | Faro                                                                      | Portogallo                                                                | 2 – 0                                                                     | Panama                                                                    | Amichevole                                                                | -                                                                         |                                                                           |
| 7-9-2012                                                                  | Lussemburgo                                                               | Lussemburgo                                                               | 1 – 2                                                                     | Portogallo                                                                | Qual. Mondiali 2014                                                       | -                                                                         | 81’                                                                       |
| 11-9-2012                                                                 | Braga                                                                     | Portogallo                                                                | 3 – 0                                                                     | Azerbaigian                                                               | Qual. Mondiali 2014                                                       | -                                                                         | 76’                                                                       |
| 12-10-2012                                                                | Mosca                                                                     | Russia                                                                    | 1 – 0                                                                     | Portogallo                                                                | Qual. Mondiali 2014                                                       | -                                                                         |                                                                           |
| 16-10-2012                                                                | Porto                                                                     | Portogallo                                                                | 1 – 1                                                                     | Irlanda del Nord                                                          | Qual. Mondiali 2014                                                       | -                                                                         |                                                                           |
| 6-2-2013                                                                  | Guimarães                                                                 | Portogallo                                                                | 2 – 3                                                                     | Ecuador                                                                   | Amichevole                                                                | -                                                                         | 73’                                                                       |
| 7-6-2013                                                                  | Lisbona                                                                   | Portogallo                                                                | 1 – 0                                                                     | Russia                                                                    | Qual. Mondiali 2014                                                       | -                                                                         | 66’                                                                       |
| 6-9-2013                                                                  | Belfast                                                                   | Irlanda del Nord                                                          | 2 – 4                                                                     | Portogallo                                                                | Qual. Mondiali 2014                                                       | -                                                                         | 55’                                                                       |
| 10-9-2013                                                                 | Foxborough                                                                | Brasile                                                                   | 3 – 1                                                                     | Portogallo                                                                | Amichevole                                                                | -                                                                         |                                                                           |
| 11-10-2013                                                                | Lisbona                                                                   | Portogallo                                                                | 1 – 1                                                                     | Israele                                                                   | Qual. Mondiali 2014                                                       | -                                                                         |                                                                           |
| 15-10-2013                                                                | Coimbra                                                                   | Portogallo                                                                | 3 – 0                                                                     | Lussemburgo                                                               | Qual. Mondiali 2014                                                       | 1                                                                         | cap.                                                                      |
| 15-11-2013                                                                | Lisbona                                                                   | Portogallo                                                                | 1 – 0                                                                     | Svezia                                                                    | Qual. Mondiali 2014                                                       | -                                                                         |                                                                           |
| 19-11-2013                                                                | Solna                                                                     | Svezia                                                                    | 2 – 3                                                                     | Portogallo                                                                | Qual. Mondiali 2014                                                       | -                                                                         | 60’                                                                       |
| 31-5-2014                                                                 | Oeiras                                                                    | Portogallo                                                                | 0 – 0                                                                     | Grecia                                                                    | Amichevole                                                                | -                                                                         | 83’                                                                       |
| 6-6-2014                                                                  | Foxborough                                                                | Messico                                                                   | 0 – 1                                                                     | Portogallo                                                                | Amichevole                                                                | -                                                                         |                                                                           |
| 10-6-2014                                                                 | East Rutherford                                                           | Irlanda                                                                   | 1 – 5                                                                     | Portogallo                                                                | Amichevole                                                                | -                                                                         | 65’                                                                       |
| 16-6-2014                                                                 | Salvador                                                                  | Germania                                                                  | 4 – 0                                                                     | Portogallo                                                                | Mondiali 2014 - 1º turno                                                  | -                                                                         |                                                                           |
| 22-6-2014                                                                 | Manaus                                                                    | Stati Uniti                                                               | 2 – 2                                                                     | Portogallo                                                                | Mondiali 2014 - 1º turno                                                  | 1                                                                         |                                                                           |
| 26-6-2014                                                                 | Brasilia                                                                  | Portogallo                                                                | 2 – 1                                                                     | Ghana                                                                     | Mondiali 2014 - 1º turno                                                  | -                                                                         |                                                                           |
| 7-9-2014                                                                  | Aveiro                                                                    | Portogallo                                                                | 0 – 1                                                                     | Albania                                                                   | Qual. Euro 2016                                                           | -                                                                         | cap. 69’                                                                  |
| 11-10-2014                                                                | Saint-Denis                                                               | Francia                                                                   | 2 – 1                                                                     | Portogallo                                                                | Amichevole                                                                | -                                                                         | 68’                                                                       |
| 14-10-2014                                                                | Copenaghen                                                                | Danimarca                                                                 | 0 – 1                                                                     | Portogallo                                                                | Qual. Euro 2016                                                           | -                                                                         | 68’                                                                       |
| 14-11-2014                                                                | Faro                                                                      | Portogallo                                                                | 1 – 0                                                                     | Armenia                                                                   | Qual. Euro 2016                                                           | -                                                                         | 88’                                                                       |
| 18-11-2014                                                                | Manchester                                                                | Argentina                                                                 | 0 – 1                                                                     | Portogallo                                                                | Amichevole                                                                | -                                                                         |                                                                           |
| 29-3-2015                                                                 | Lisbona                                                                   | Portogallo                                                                | 2 – 1                                                                     | Serbia                                                                    | Qual. Euro 2016                                                           | -                                                                         |                                                                           |
| 13-6-2015                                                                 | Erevan                                                                    | Armenia                                                                   | 2 – 3                                                                     | Portogallo                                                                | Qual. Euro 2016                                                           | -                                                                         |                                                                           |
| 16-6-2015                                                                 | Ginevra                                                                   | Italia                                                                    | 0 – 1                                                                     | Portogallo                                                                | Amichevole                                                                | -                                                                         | 76’                                                                       |
| 4-9-2015                                                                  | Lisbona                                                                   | Portogallo                                                                | 0 – 1                                                                     | Francia                                                                   | Amichevole                                                                | -                                                                         |                                                                           |
| 7-9-2015                                                                  | Elbasan                                                                   | Albania                                                                   | 0 – 1                                                                     | Portogallo                                                                | Qual. Euro 2016                                                           | -                                                                         | 82’                                                                       |
| 8-10-2015                                                                 | Braga                                                                     | Portogallo                                                                | 1 – 0                                                                     | Danimarca                                                                 | Qual. Euro 2016                                                           | -                                                                         | 82’                                                                       |
| 11-10-2015                                                                | Belgrado                                                                  | Serbia                                                                    | 1 – 2                                                                     | Portogallo                                                                | Qual. Euro 2016                                                           | 1                                                                         | cap. 44’                                                                  |
| 14-11-2015                                                                | Krasnodar                                                                 | Russia                                                                    | 1 – 0                                                                     | Portogallo                                                                | Amichevole                                                                | -                                                                         | cap.                                                                      |
| 17-11-2015                                                                | Lussemburgo                                                               | Lussemburgo                                                               | 0 – 2                                                                     | Portogallo                                                                | Amichevole                                                                | 1                                                                         | 62’                                                                       |
| 25-3-2016                                                                 | Leiria                                                                    | Portogallo                                                                | 0 – 1                                                                     | Bulgaria                                                                  | Amichevole                                                                | -                                                                         | 82’                                                                       |
| 29-3-2016                                                                 | Leiria                                                                    | Portogallo                                                                | 2 – 1                                                                     | Belgio                                                                    | Amichevole                                                                | 1                                                                         | 61’                                                                       |
| 2-6-2016                                                                  | Londra                                                                    | Inghilterra                                                               | 1 – 0                                                                     | Portogallo                                                                | Amichevole                                                                | -                                                                         | cap. 61’                                                                  |
| 8-6-2016                                                                  | Lisbona                                                                   | Portogallo                                                                | 7 – 0                                                                     | Estonia                                                                   | Amichevole                                                                | -                                                                         | 46’                                                                       |
| 14-6-2016                                                                 | Saint-Étienne                                                             | Portogallo                                                                | 1 – 1                                                                     | Islanda                                                                   | Euro 2016 - 1º turno                                                      | 1                                                                         |                                                                           |
| 18-6-2016                                                                 | Parigi                                                                    | Portogallo                                                                | 0 – 0                                                                     | Austria                                                                   | Euro 2016 - 1º turno                                                      | -                                                                         | 89’                                                                       |
| 22-6-2016                                                                 | Lione                                                                     | Ungheria                                                                  | 3 – 3                                                                     | Portogallo                                                                | Euro 2016 - 1º turno                                                      | 1                                                                         | 81’                                                                       |
| 25-6-2016                                                                 | Lens                                                                      | Croazia                                                                   | 0 – 1                                                                     | Portogallo                                                                | Euro 2016 - Ottavi di finale                                              | -                                                                         | [ 67 ]                                                                    |
| 30-6-2016                                                                 | Marsiglia                                                                 | Polonia                                                                   | 1 – 1 dts (3 – 5 dtr)                                                     | Portogallo                                                                | Euro 2016 - Quarti di finale                                              | -                                                                         |                                                                           |
| 6-7-2016                                                                  | Décines-Charpieu                                                          | Portogallo                                                                | 2 – 0                                                                     | Galles                                                                    | Euro 2016 - Semifinale                                                    | 1                                                                         | 86’                                                                       |
| 10-7-2016                                                                 | Saint-Denis                                                               | Portogallo                                                                | 1 – 0 dts                                                                 | Francia                                                                   | Euro 2016 - Finale                                                        | -                                                                         | [ 68 ]                                                                    |
| 1-9-2016                                                                  | Porto                                                                     | Portogallo                                                                | 5 – 0                                                                     | Gibilterra                                                                | Amichevole                                                                | 2                                                                         | cap.                                                                      |
| 6-9-2016                                                                  | Basilea                                                                   | Svizzera                                                                  | 2 – 0                                                                     | Portogallo                                                                | Qual. Mondiali 2018                                                       | -                                                                         | cap.                                                                      |
| 13-11-2016                                                                | Faro                                                                      | Portogallo                                                                | 4 – 1                                                                     | Lettonia                                                                  | Qual. Mondiali 2018                                                       | -                                                                         | 65’                                                                       |
| 3-6-2017                                                                  | Estoril                                                                   | Portogallo                                                                | 4 – 0                                                                     | Cipro                                                                     | Amichevole                                                                | -                                                                         | cap. 60’                                                                  |
| 9-6-2017                                                                  | Riga                                                                      | Lettonia                                                                  | 0 – 3                                                                     | Portogallo                                                                | Qual. Mondiali 2018                                                       | -                                                                         | 80’                                                                       |
| 18-6-2017                                                                 | Kazan'                                                                    | Portogallo                                                                | 2 – 2                                                                     | Messico                                                                   | Conf. Cup 2017 - 1º turno                                                 | -                                                                         | 58’                                                                       |
| 24-6-2017                                                                 | San Pietroburgo                                                           | Nuova Zelanda                                                             | 0 – 4                                                                     | Portogallo                                                                | Conf. Cup 2017 - 1º turno                                                 | 1                                                                         | 67’                                                                       |
| 28-6-2017                                                                 | Kazan'                                                                    | Portogallo                                                                | 0 – 0 dts (0 – 3 dtr)                                                     | Cile                                                                      | Conf. Cup 2017 - Semifinale                                               | -                                                                         | 76’                                                                       |
| 2-7-2017                                                                  | Mosca                                                                     | Portogallo                                                                | 2 – 1                                                                     | Messico                                                                   | Conf. Cup 2017 - Finale 3º posto                                          | -                                                                         | cap. 70’                                                                  |
| Totale                                                                    |                                                                           | Presenze (5º posto)                                                       | 112                                                                       |                                                                           | Reti (8º posto)                                                           | 24                                                                        |                                                                           |

## Palmarès

### Club

#### Competizioni nazionali
- Coppa del Portogallo: 2

Sporting CP: 2006-2007, 2014-2015
- Community Shield: 5

Manchester United: 2007, 2008, 2010, 2011, 2013
- Campionato inglese: 4

Manchester United: 2007-2008, 2008-2009, 2010-2011, 2012-2013
- Coppa di Lega inglese: 2

Manchester United: 2008-2009, 2009-2010
- Coppa di Lega portoghese: 1

Sporting CP: 2018-2019

#### Competizioni internazionali
- UEFA Champions League: 1

Manchester United: 2007-2008
- Coppa del mondo per club: 1

Manchester United: 2008

### Nazionale
- Campionato d'Europa: 1

Francia 2016

### Individuale
- Miglior giocatore della Community Shield: 1

2011
- Squadra dell'anno della PFA: 1

2011